# Казнь через сожжение в истории России

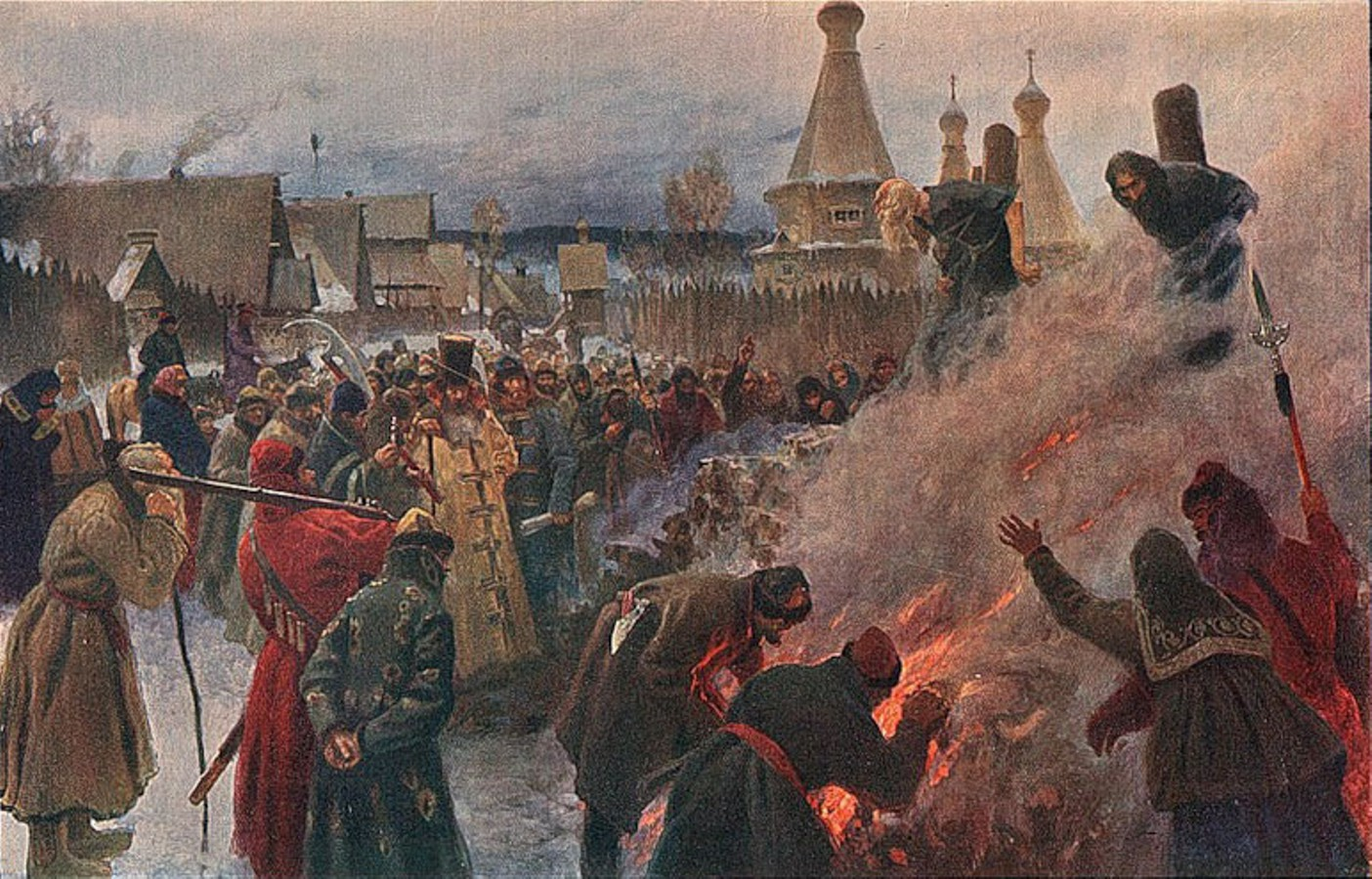
«Сожжение протопопа Аввакума».
П. Е. Мясоедов, 1897

Казнь через сожжение применялась на Руси и в России в XV — первой половине XVIII века для преступников, осуждённых главным образом за ересь и колдовство.

## Нормативная база
В качестве источника церковного права на Руси был известен Номоканон патриарха Фотия, который предусматривал сожжение за колдовство (титул IX, глава 25). Однако степень применения на Руси византийского права является спорным вопросом.
Из летописных источников известно об использовании казни через сожжение во Пскове, но в Псковской судной грамоте (1467 год) конкретный вид смертной казни не оговаривался.
Форма смертной казни через сожжение была закреплена в следующих правовых документах:
1. Соборное уложение 1649 года[5]
  - за хулу на Бога, Богородицу, святых, Крест Господень (гл. I ст. 1)
  - за умышленный поджог города либо отдельных дворов (гл. II ст. 4, гл. X ст. 228)
  - для совратителей «к своей бусурманской вере» (гл. XXII ст. 24)
2. Указ Алексея Михайловича 1653 года[6]
  - за колдовство
3. Воинский устав Петра I 1716 года[7]
  - для чернокнижников «ежели оный своим чародейством вред кому учинил, или действительно с диаволом обязательство имеет» (артикул 1)
  - за поджог офицерами или рядовыми «самоволством и нарочно без указу в маршу город, село и деревню или церкви, школы, шпитали и мельницы» (артикул 178)
  - для фальшивомонетчиков «по великости нарушения» (артикул 199)

К поздним нормативным актам, предусматривающем смертную казнь через сожжение для волшебников, относится именной указ императрицы Анны Иоанновны «О наказании за призывание волшебников и о казни таковых обманщиков» от 25 мая 1731 года.

## История применения

### Древняя Русь
Несмотря на отсутствие в ранних русских правовых памятниках норм о применении смертной казни через сожжение, летописные источники сообщают о нескольких случаях её применения. Первое упоминание о сожжении содержатся в летописной записи за 1227 год — в Новгороде были сожжены четыре волхва.
Согласно «Кормчей книге» 1284 года (перевод византийских Номоканонов, дополненных нормами светского права):
Иже кто иметь еретическое писание у себя держати, и волхвованию его веровати, со всеми еретики да будет проклят, а книги те на темени их сожещи.
В какой степени византийское право применялось на Руси, однозначного мнения нет. Вероятно, несмотря на широкое распространение в русской письменной традиции Номоканонов и «Кормчих книг», византийские правовые нормы не имели практического применения.
Как сообщает Псковская вторая летопись, в 1411 году «псковичи сожгоша 12 жонке вѣщих».
Из летописных текстов известно также, что во Пскове через сожжение казнили виновных в поджоге.
В летописи 1438 года упоминаются «Святые правила святых апостолов» (имеется в виду искажённое 63-е правило Третьего Константинопольского собора, которое указывает сжигать «повести о мучениках, врагами истины лживо составленные»), согласно которым «огнём зжещи или живого в землю засыпати» за ересь. Другой вариант: «Святые правила божественного закона святых апостолов повелевают такового церкви развратника огнём сжечь или живого в землю загрести».
Период с начала XV до конца XVI века характеризуется значительными изменениями во всей системе русского уголовного права. Появляются Судебники 1497 и 1550 годов, предусматривающие более широкое применение смертной казни по сравнению с прежними правовыми актами. Однако сама форма её исполнение не оговаривается, Судебники лишь указывают общую формулу — «казнити смертною казнию».
31 января 1493 года в Москве были заживо сожжены в железной клетке приехавший из Литвы князь Иван Лукомский и переводчик Матиас за участие в заговоре против великого князя Московского Ивана III — «Тоя же зимы, генваря 31, князь великий казнил князя Ивана Лукомского да Матиаса Ляха толмача латынскаго, сожгоша их на реке на Москве пониже мосту в клетке».

### Русское государство XVI—XVII веков
В конце XV века в новгородских землях, а затем и в Москве распространилась так называемая «ересь жидовствующих». Еретиками были священнослужители, отрицавшие многие основополагающие каноны Православной церкви. На Поместном соборе 1490 года еретики были отлучены от Церкви, а новгородский архиепископ Геннадий
повелел посадить их на коней, на вьючные сёдла, спиной к голове коня, чтобы смотрели они на запад, в уготованный для них огонь, одежду же их повелел надеть задом наперёд, а на головы повелел надеть им заострённые берестяные шлемы, будто бесовские; еловцыя на шлемах были из мочала, венцы — из соломы вперемешку с сеном, на шлеме была надпись чернилами: „Вот сатанинское войско“. И приказал архиепископ водить их по городу, и всем встречным приказал плевать в них и говорить: Это враги Божии и хулители христиан. После же повелел сжечь шлемы, бывшие у них на головах. Так поступил этот добрый пастырь, чтобы устрашить нечестивых и безбожных еретиков — и не только их устрашить, но и всем показать зрелище, исполненное ужаса и страха, чтобы видевшие его укрепились в правой вере.
В 1504 году одним из обличавших «ересь жидовствующих» был игумен Иосиф Волоцкий. Количество сожжённых неизвестно, летописец перечисляет по именам восемь человек, но добавляет «и иных многих еретиков сожгоша».
А. Н. Афанасьев писал:
Повесть о волховании, написанная для Ивана Грозного, доказывает необходимость строгих наказаний для чародеев, и в пример выставляет царя, который вместе с епископом  „написати книги повеле и утверди, и проклят чародеяние, и в весех заповеда таких огнём пожечи“.
В 1569 году плотники Неупокой, Данила и Михаил были сожжены за употребление в пищу запрещённой церковными правилами телятины, а в августе 1575 года сожжены 15 ведьм в Новгороде («а сказывают ведуньи»).
Наказания в виде сожжения заживо в срубе за богохульство стало обычным при патриархе Иове (1589—1605), который сам в одном из своих сочинений одобрял казнь языческих жрецов.
Английский посланник Джайлс Флетчер, проживший в Москве полгода, писал:
Что касается до преследований по делам веры, то я ничего не слыхал об этом, кроме того, что несколько лет тому назад двое, муж и жена, содержались целых 28 лет в тюрьме, до тех пор, пока они превратились в совершенных уродов по волосам, ногтям, цвету лица и проч., и наконец были сожжены в Москве, в маленьком доме, который нарочно для того подожгли. Вина их осталась тайной, но вероятно, что они были наказаны за какую-нибудь религиозную истину, хотя священники и монахи уверили народ, что эти люди были злые и проклятые еретики.
В 1590—1591 годах в Астрахани по приказу царя Фёдора Иоанновича были сожжены колдуны. Патриарх Иов писал царю:
О великий государь, боговенчанный царь и великий князь Фёдор Иванович Всея Руси! Во-истинну еси ты равен явися православному первому в благочестии просиявшему царю Константину и прародителю своему великому князю Владимиру, просветившему Русскую землю святым крещением: они же убо каждый в своё время идолы поправше и благочестие восприяша; ты же ныне великий самодержец и истинный рачитель благочестия, не единых идолов сокрушая, но и служащих им до конца истребляя.
Следующим царём при патриаршестве Иова стал Борис Годунов (годы правления: 1598 — апрель 1605). В январе 1605 года в грамоте московского правительства указывалось, что «Люди, которые в государстве за их богомерзкие дела приговорены на сожжение, а другие к ссылке, бежали в Литовскую землю за рубеж и злые плевелы еретические сеяли». В том же 1605 году был сожжён некий Смирный за то, что «покинул веру христианскую да обусурманился». Согласно летописи,
бусурмана Смирного сведал, что он убусурманился, повелел ему дать разные муки, а напоследок же его окаянного велел обдать нефтью и повелел зажечь.
Следующим московским патриархом, требовавшим в 1623 году от царя Михаила Фёдоровича сожжения еретиков за «великие духовные дела», был Филарет (отец царя). В ответ на требование патриарха Филарета казнить еретиков «до конца» (сжечь), царь отказался вынести решение, пока Филарет не сообщит ему «каким людям, и за какие было вины довелося наказанье до конца учинити и огнём жечь, и что их большие вины». Дальнейшие события этого дела не известны.
В 1649 году на Земском соборе был принят свод законов Русского государства — Соборное уложение 1649 года, согласно которому на законодательном уровне предполагалась казнь за ересь, иноверие, богохульство и т. п.
Будет кто иноверцы, какия ни буди веры, или и русской человек, возложит хулу на Господа Бога и Спаса нашего Исуса Христа, или на рождьшую Его Пречистую Владычицу нашу Богородицу и Приснодеву Марию, или на честный крест, или на Святых Его угодников, и про то сыскивати всякими сыски накрепко. Да будет сыщется про то допряма, и того богохулника обличив, казнити, зжечь.
Уложение было подписано всеми участниками Собора, в том числе Освященным собором — высшим духовенством. Среди подписавших был и архимандрит Никон, через несколько лет ставший патриархом.
В дальнейшем казни еретиков производились уже государственными властями, но по указу духовенства. «Когда нужно было кого-то пытать, духовное начальство посылало обвиняемого к светскому начальству».
Следующими событиями, привёдшими к массовым казням, стали церковная реформа патриарха Никона (1650—1660), а также церковный собор 1666 года, на котором староверов и всех непокоряющихся церкви предали анафеме и объявили достойными «телесной» казни.
В 1666 году был схвачен и сожжён старовер-проповедник Вавила. Современник старец Серапион писал по этому поводу: «богомерзкий чернец Вавилко сожжён за свою глупость».
В 1671 году в Печенгском монастыре был сожжён старообрядец Иван Красулин.
В 1671—1672 годах в Москве сожжены старообрядцы Авраамий, Исайя, Семёнов.
В 1675 году в Хлынове сожжены четырнадцать староверов (семь мужчин и семь женщин).
В 1676 году было приказано «сжечь в срубе с кореньем и с травы» Панко и Аноску Ломоносовых за колдовство с помощью кореньев В том же году сожгли старообрядца инока Филиппа, а в следующем, 1677 году в Черкасске — попа-старообрядца.

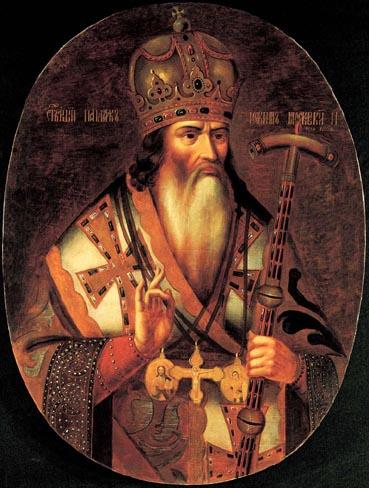
Патриарх Московский Иоаким

В 1681 году церковный собор во главе с патриархом Иоакимом обратился к царю с просьбой:
Просим и молим соборно Великого князя Феодора Алексеевича, всея Великия и Малыя и Белыя России Самодержец, которые развратники и отступники, по многом церковном учении и наказании и по нашем архиерейском прошении их обращению истинного покаяния явятся противны, святой церкви непокорны, и таких противников бы указал Великий Государь Царь и Великий князь Фёдор Алексеевич, всея Великия и Малыя и Белыя России Самодержец, отсылать ко градскому же суду и по своему Государеву рассмотрению, кто чего достоин, указ чинить.

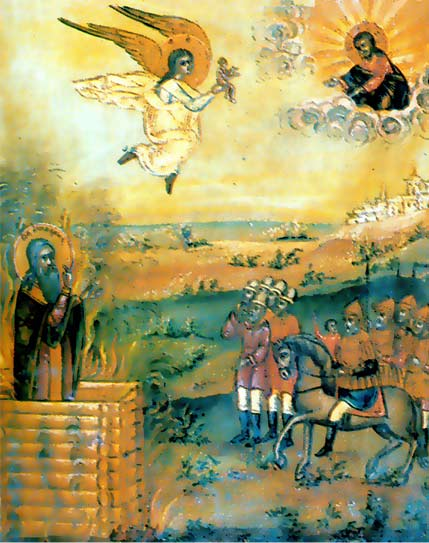
Сожжение в срубе протопопа Аввакума. Старообрядческая икона

Вскоре после этого 14 (24) апреля 1682 года были сожжены старообрядцы протопоп Аввакум и три его товарища по заключению: Феодор, Епифаний и Лазарь. Кроме того, в сочинениях Аввакума сохранились сведения о сожжении ещё около ста староверов.
22 октября 1683 года светские власти приговорили к сожжению старообрядца Варлаама В 1684 году царевна Софья Алексеевна подписала указ «о наказании рассеивающих и принимающих ереси и расколы», если «с пыток начнут в том стоять упорно же, а покорения святой церкви не принесут…» «по троекратному у казни вопросу, будет не покорится, сжечь». В этом же году был сожжён старообрядческий проповедник Андроник: «Того черньца Андроника за ево против святаго и животворящаго креста Христова и Церкви Ево святой противность казнить, зжечь».
Иностранцы свидетельствовали, что на Пасху 1685 года по указанию патриарха Иоакима были сожжены в срубах около девяноста раскольников.
Василий Татищев, русский историк и государственный деятель, в 1733 году писал:
Никон и его наследники над безумными раскольниками свирепость свою исполняя, многие тысячи пожгли и порубили или из государства выгнали
Патриарх Иоаким умер в 1690 году и после его смерти сожжения, до того проводившиеся регулярно, надолго прекратились.

### Российская империя XVIII века
В законодательстве Российской империи XVIII века действовала статья Соборного уложения 1649 года «Будет кто иноверцы какия ни буди веры, или и русский человек возложит хулу на Господа Бога и Спаса нашего Исуса Христа, или на рождьшую его Богородицу и присно Деву Марию, или на честный крест, или на святых его угодников и про то сыскивати всякими сыски накрепко. Да будет сыщется про то допряма, и того богохульника обличив, казнити, зжечь».
В 1702 году за колдовство и богоотступничество был сожжён монах Саввино-Сторожевского монастыря Дионисий.
В следственных материалах по делу Дионисия Грека читаем: „По тем письмам Отца и Сына и Святаго Духа отрицался и крест под пятою носил и призывал в помощь Сатану и бесов, да те письма над питьём чол и для блудного дела девкам пить давал и сам пил“. Всему этому безобразию Дионисия Грека научил Дионисий Кобыла. Чтобы убедиться в действенности колдовства, они пошли к бобылю Семёну Чёрному с намереньем склонить к блуду двух его дочерей, напоив их наговорённым вином. Девки со старцами „блудно дело творить не пожелали“. Раздосадованный Дионисий Грек даже „бранил матерны“ Дионисия Кобылу, „что он по тем письмам имя Божие хулит и Диавола призывает, но по тому его призыву ничего не делаетца“. А Дионисий Кобыла оправдывался и приводил примеры, когда заговор сработал и девки на блуд согласились.
24 октября 1714 года церковный собор во главе с местоблюстителем патриаршего престола Стефаном Яворским отлучил еретика Фёдора Иванова, изрубившего икону, от церкви, предал проклятию и выдал для казни градскому суду. Приговор о сожжении подписали представители светской власти — члены московской Сенатской канцелярии Я. Ф. Долгоруков и Салтыков. Фёдор Иванов был сожжён в срубе 29 ноября 1714 года в Москве на Красной площади.
В 1721 году за богохульство по императорскому указу был сожжён диакон Василий Ефимов, устроивший поддельное чудо, чтобы «были к поданию на устроение церковное преклонны». Святейший синод зачем-то настоял, чтобы были сожжены и его кости, уцелевшие после казни.
В 1730 году были сожжены за «богохульство» девятнадцатилетний солдат Филипп Сизимин и дворовый Иван Столяр.
18 марта 1736 года в Симбирске за ересь и колдовство был сожжён посадский чиновник Яков Яров, занимавшийся знахарством.
15 июля 1738 года в Санкт-Петербурге публично при участии императрицы Анны Иоановны был сожжён отставной капитан-поручик Александр Возницын по обвинению в переходе в иудаизм вместе с его «совратителем» евреем Борухом Лейбовым.
Всего в 1738 году в России состоялось 6 казней через сожжение. Также были казнены две женщины — сожжены в срубе за то, что во время литургии выплюнули Святые Тайны. Суд сослался на Соборное уложение 1649 года. Был казнён протопоп Иван Федосьев за богохульство.
20 апреля 1738 года татарин и участник башкирского восстания Тойгильда Жуляков за возвращение из православия в ислам был сожжён в Екатеринбурге. Смертный приговор был вынесен Василием Татищевым, бывшим тогда начальником Главной Горной канцелярии, «за то, что, крестясь, принял паки махометанский закон — на страх другим, при собрании всех крещённых татар сжечь…»
30 апреля 1739 года за возвращение в ислам была сожжена крещёная шестидесятилетняя башкирка Кисябика (Катерина) Байрясова.
Последний в России приговор к смертной казни через сожжение был вынесен Андрею Козицыну в Яренске в декабре 1762 года. Козицын был осуждён за колдовство на «казнь смертную сжением в срубе» при «собрании народа». Однако Архангельская губернская канцелярия не утвердила приговор, поскольку указами Сената от 30 сентября 1754 года и 14 октября 1760 года был введён мораторий на смертную казнь; для Козицина смертная казнь была заменена каторгой. Для сравнения, последнее в Европе сожжение живого человека по приговору суда произошло в 1804 году в Германии; приговорённый первоначально был задушен серным дымом, а последний (не вступивший в силу) приговор к казни через сожжение заживо был вынесен в 1835 году.